# 전주인후초등학교
전주인후초등학교는 대한민국 전북특별자치도 전주시 덕진구에 있는 초등학교다.

## 학교 연혁
- 1998. 9. 15 전주인후초등학교 개교(23학급)
- 2000. 10. 16 전주인봉초등학교 학구분리
- 2001. 2. 25 제1회 졸업(졸업생 210명)
- 2005. 4. 1 도지정 교육 실습 협력 학교
- 2007. 3. 1 병설유치원 개원(2학급 편성)
- 2014. 9. 1 제8대 최봉식 교장 부임
- 2015. 2. 13 제16회 졸업식